# Paul Grawitz
Paul Albert Grawitz (1. října 1850, Zerrin, dnes Sierzno v Polsku – 27. června 1932, Greifswald) byl německý patolog.

## Biografie
Studoval lékařství na Berlínské universitě, za studia byl asistentem patologa Rudolfa Ludwiga Karla Virchowa (1821-1902). Vystudovav byl do roku 1886 Virchowův asistent.
Od letech 1886 až 1922 byl profesorem na Universitě v Greifswaldu a ředitelem tamního patologického ústavu. Je znám svými průkopnickými pracemi s tkáňovými kulturami a experimenty v bakteriologii. Byl tchánem patologa Otto Bussea (1867-1922).

## Grawitzův karcinom
V rámci výzkumu geneze nádorů se domníval, že velká část ledvinných tumorů vzniká procesem zanesení ektopické tkáně kůry nadledvin do ledvin. Proto v roce 1883 pojmenoval nejrozšířenější renální nádor, v současnosti klasifikovaný jako konvenční (světlobuněčný) renální karcinom (Heidelberská klasifikace), názvem hypernefrom (doslova uložený nad ledvinou). Tuto hypotézu zpochybnil Sudeck v roce 1893 a následně došlo k důkazu její nepravosti. Někdy je konvenční renální karcinom nesprávně nazýván jako Grawitzův nádor či metanefron.

## Vybrané práce
- Die Medizin der Gegenwart in Selbstdarstellungen, 2 vols, 1923